# Liste der Staatsoberhäupter 73
Übersicht
◄◄ | ◄ | 69 | 70 | 71 | 72 | Liste der Staatsoberhäupter 73 | 74 | 75 | 76 | 77 | ► | ►►

Weitere Ereignisse

## Afrika
- Aksumitisches Reich
  - König: s. Aksumitisches Reich

- Reich von Kusch
  - vgl. Liste der Könige von Nubien#Meroitische Periode

- Römisches Reich
  - Provincia Romana Aegyptus
    - Präfekt: Tiberius Iulius Lupus (73)

## Asien
- Armenien
  - König: Trdat I. (61–75)

- China
  - Kaiser: Han Mingdi (57–75)

- Iberien (Kartlien)
  - König: Mirdat I. (58–106)

- Indien
  - Indo-Parthisches Königreich
    - König: Sarpedones (um 70)
    - König: Orthagnes (um 70)

  - Satavahana
    - König: vgl. Liste der Herrscher von Satavahana

- Japan (Legendäre Kaiser)
  - Kaiser: Keikō (71–130)

- Korea
  - Baekje
    - König: Daru (29–77)

  - Gaya
    - König: Suro (42–199?)

  - Silla
    - König: Talhae (57–80)

- Kuschana
  - König: Kujula Kadphises (30–80)

- Nabataea
  - König: Rabbel II. (70–106)

- Osrhoene
  - König: Abgar VI. (71–91)

- Partherreich
  - Schah (Großkönig): Vologaeses I. (51–76/80)

- Römisches Reich
  - Provincia Romana Iudaea
    - Prokurator: Sextus Lucilius Bassus (71–74)

  - Provincia Romana Syria
    - Präfekt: Lucius Iunius Caesennius Paetus (70–72?)

## Europa
- Bosporanisches Reich
  - König: Rheskuporis I. (68/69–93/94)

- Römisches Reich
  - Kaiser: Vespasian (69–79)
    - Konsul: Domitian (73)
    - Konsul: Lucius Valerius Catullus Messallinus (73)
    - Suffektkonsul: Marcus Arrecinus Clemens (73)
    - Suffektkonsul: Sextus Iulius Frontinus (73)

  - Provincia Romana Britannia
    - Legat: Quintus Petillius Cerialis (71–74)

  - Provincia Romana Germania superior
    - Statthalter: Gnaeus Pinarius Cornelius Clemens (72–75)

  - Provincia Romana Pannonia
    - Statthalter: Gaius Valerius Festus (73–78)